# Botanochara
Botanochara is een geslacht van kevers uit de familie bladkevers (Chrysomelidae).
De wetenschappelijke naam van het geslacht werd in 1837 gepubliceerd door Pierre François Marie Auguste Dejean.

## Soorten
- Botanochara impressa (Panzer, 1798)
- Botanochara matogrossoensis Borowiec, 2006
- Botanochara vianai Borowiec, 1989